# Blenina auriculata
Blenina auriculata är en fjärilsart som beskrevs av George Francis Hampson 1912. Blenina auriculata ingår i släktet Blenina och familjen trågspinnare. Inga underarter finns listade i Catalogue of Life.